# Бодффорд

Бодффорд (англ. Bodffordd, валл. Bodffordd) — село в Сполученому Королівстві Великої Британії та Північної Ірландії, розташоване в центрі острова Англсі, в однойменному графстві Острів Англсі, у князівстві Уельс.

## Галерея

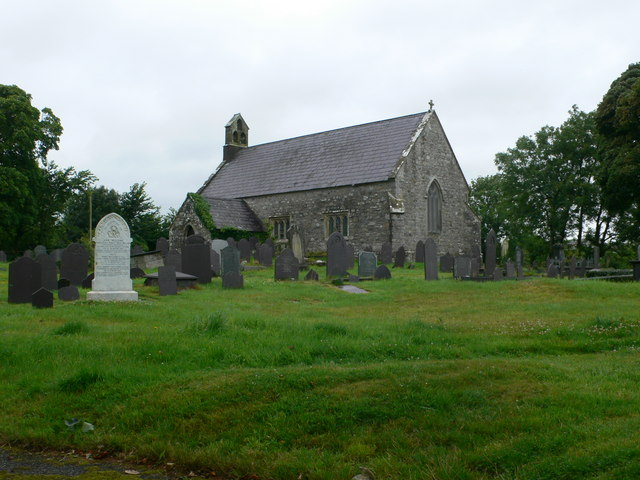
Церква Святого Ллвідіана
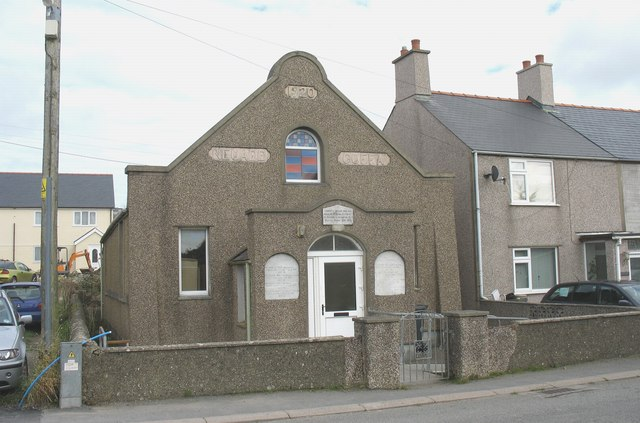
Меморіальний зал
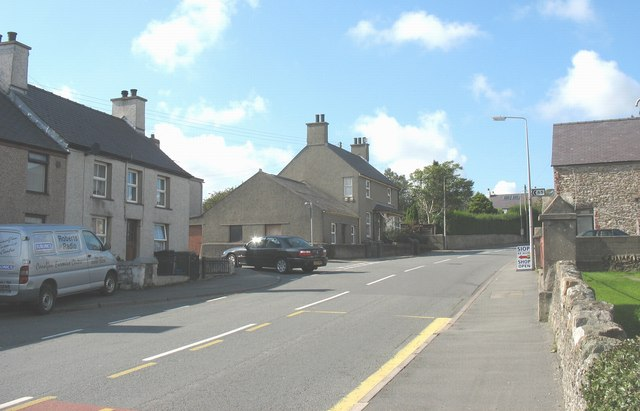
Центр села